# Maatschappij voor Volkswoningen

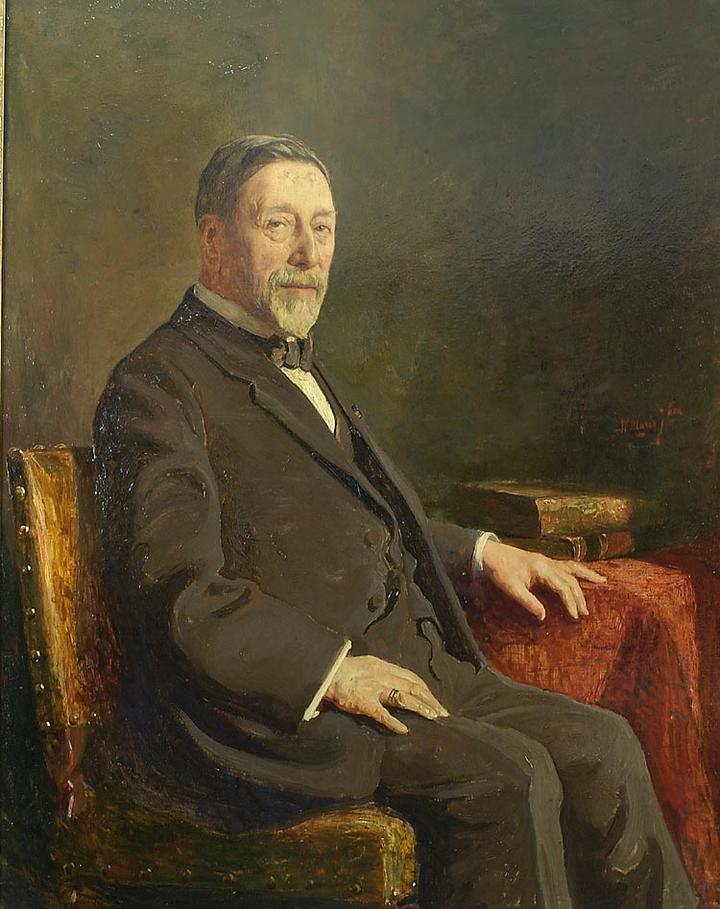
Jacob Nienhuys

De Vereeniging Maatschappij voor Volkswoningen (M.V.V.) was een filantropisch ingestelde bouwmaatschappij die in 1893 werd opgericht in Amsterdam.

## De oprichting
De oprichter was Jacob Nienhuys, samen met Peter Wilhelm Janssen al oprichter van de Deli Maatschappij, die met die firma een groot vermogen had vergaard. Een van de medebestuurders was Frits Olie van de Amsterdamsche Tabak-Handelsmaatschappij. Nienhuys stortte 100.000 gulden in kas om daarvoor 100 aandelen van 1000 gulden terug te krijgen. Hij kreeg daarbij toegang tot maximaal 2% rente, indien de maatschappij meer winst maakt vloeide dat terug naar die maatschappij om hun doel te bewerkstellingen. Het doel was woningen te verhuren tegen een lage (maar niet te lage) huur, opdat met het daarmee bereikte het rente-overschot de huurders behulpzaam te kunnen zijn in de zorg voor nagelaten betrekkingen en een oudedagvoorziening. Tevens wilde Nienhuys met zijn maatschappij de werkloosheid bestrijden door te bouwen of bouw voor te bereiden in tijdens slechte economische tijden. Hij zou met de woningen verbetering in wooncomfort nastreven.

## Het vervolg
Om tot genoemd te komen kocht de maatschappij een nog braakliggend terrein aan de Hugo de Grootkade en liet met het startkapitaal daar in 1894 een eerste blok woningen neerzetten, dat tot 1903 zou uitgroeien tot het Woonblok Maatschappij voor Volkswoningen. Het tweede blok werd deels gefinancierd uit de inkomsten van het eerste blok etc. Het laatst werd opgeleverd onder andere een gemeenschapshuis en een badhuis in het woonblok zelf. De maatschappij hield het tot 1921 vol. De problemen begonnen met de exploitatie van datzelfde badhuis, vanwege onvoldoende inkomsten moest dat sluiten. De gemeente Amsterdam legde geld bij, zodat het weer open kon (te weinig woningen hadden zelf al een wasgelegenheid). Even later kocht de gemeente Amsterdam het gehele complex op. Ze had behoefte aan de sociale woningen in het complex, wel was daarbij een huurverhoging noodzakelijk, maar ook met die huurverhoging van het complex nog niet financieel uit de zorgen. De gemeente gaf het beheer over aan Gemeentelijke Woningdienst Amsterdam.

## Moderne geschiedenis
In 1965 werd de Gemeentelijke Woningdienst, tegelijk met de verhuizing naar het Wibauthuis, omgedoopt in Gemeentelijke Dienst Volkshuisvesting, waar de bouw en het beheer van de gemeentewoningen in handen kwam van het dienstonderdeel Gemeentelijk Woningbedrijf Amsterdam. Na de instelling van rayons begin jaren tachtig werd ‘’Woningbedrijf West’’ de beheerder namens de gemeente. Het Gemeentelijk Woningbedrijf werd in 1994 geprivatiseerd in de Stichting Het Woningbedrijf Amsterdam. Tussen 2004 en 2014 fuseerde deze stichting met woningcorporaties in Amsterdam, Almere, Haarlem, Haarlemmermeer, Noord-Kennemerland en Weesp tot de huidige Stichting Ymere, waardoor een van de grootste woningcorporaties van Nederland ontstond. Thans wordt het voormalige bezit van Vereeniging Maatschappij voor Volkswoningen in de Frederik Hendrikbuurt verhuurd door deze woningcorporatie. Een deel van de woningen is anno 2015 verkocht aan huurders en andere particulieren. Daardoor is sindsdien een vereniging van eigenaren actief in het complex. In 2016 werd het complex uitgeroepen tot gemeentelijk monument.

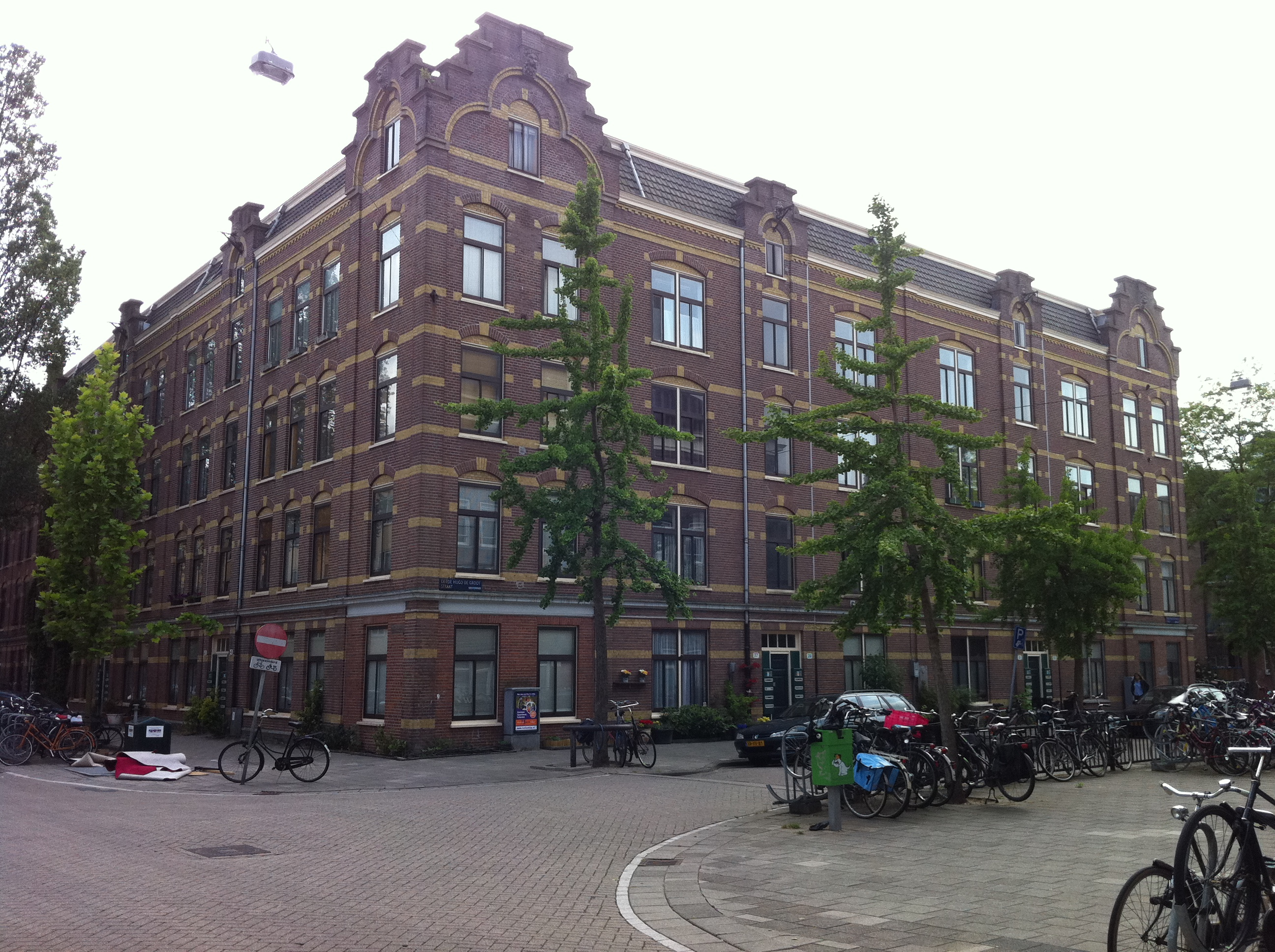
Het eerste blok aan de 3e Hugo de Grootstraat